# Pôle universitaire Léonard de Vinci
Pôle universitaire Léonard de Vinci é um agrupamento universitário francês localizado em La Défense.
O Centro Universitário Leonardo de Vinci, um centro universitário de ensino superior, foi criado em 1995 pelo conselho geral de Hauts-de-Seine, gerenciado por Charles Pasqua: é, portanto, muitas vezes coloquialmente apelidado de "Universidade de Pasqua" (Fac Pasqua). O cluster era um ensino superior francês privado e, originalmente, era financiado principalmente por fundos públicos, que agora é administrado pela Associação Leonardo da Vinci (ALDV) e não recebe mais nenhum subsídio do Hauts-de-Seine. Gerenciado por Pascal Brouaye desde 2012 e certificado pela EESPIG desde 10 de janeiro de 2018.